# 美利樓
美利樓（英語：Murray House）是香港一座具有維多利亞時期色彩的建築物，是以建成時任軍械局長的美利爵士命名。
大樓原址位於香港島中環花園道與金鐘道交界，後來遷往赤柱海傍。1982年拆卸時，香港政府就已有計劃另覓一地將它重建，所以將美利樓3,000多件花崗岩都編上了號碼，然後在1998年於赤柱重新安置。原本的美利樓初期是作軍事用途，其後短暫用作政府機關，而現在重建後的樓層主要是作食肆用途。

## 歷史

中環花園道的美利樓

### 中環時期
香港島北岸的美利樓建於1846年，屬於美利兵房的一部份，主要用作駐港英軍的軍營。到了香港日治時期，美利樓被用作「日本憲兵部辦事處」及「日本軍事統師部」，並且設有多座囚犯室及用作刑場。第二次世界大戰結束後，美利樓曾經被多個香港政府部門作為辦公室。1975年至1983年期間，美利樓成為了差餉物業估價署的總部。

### 搬遷至赤柱

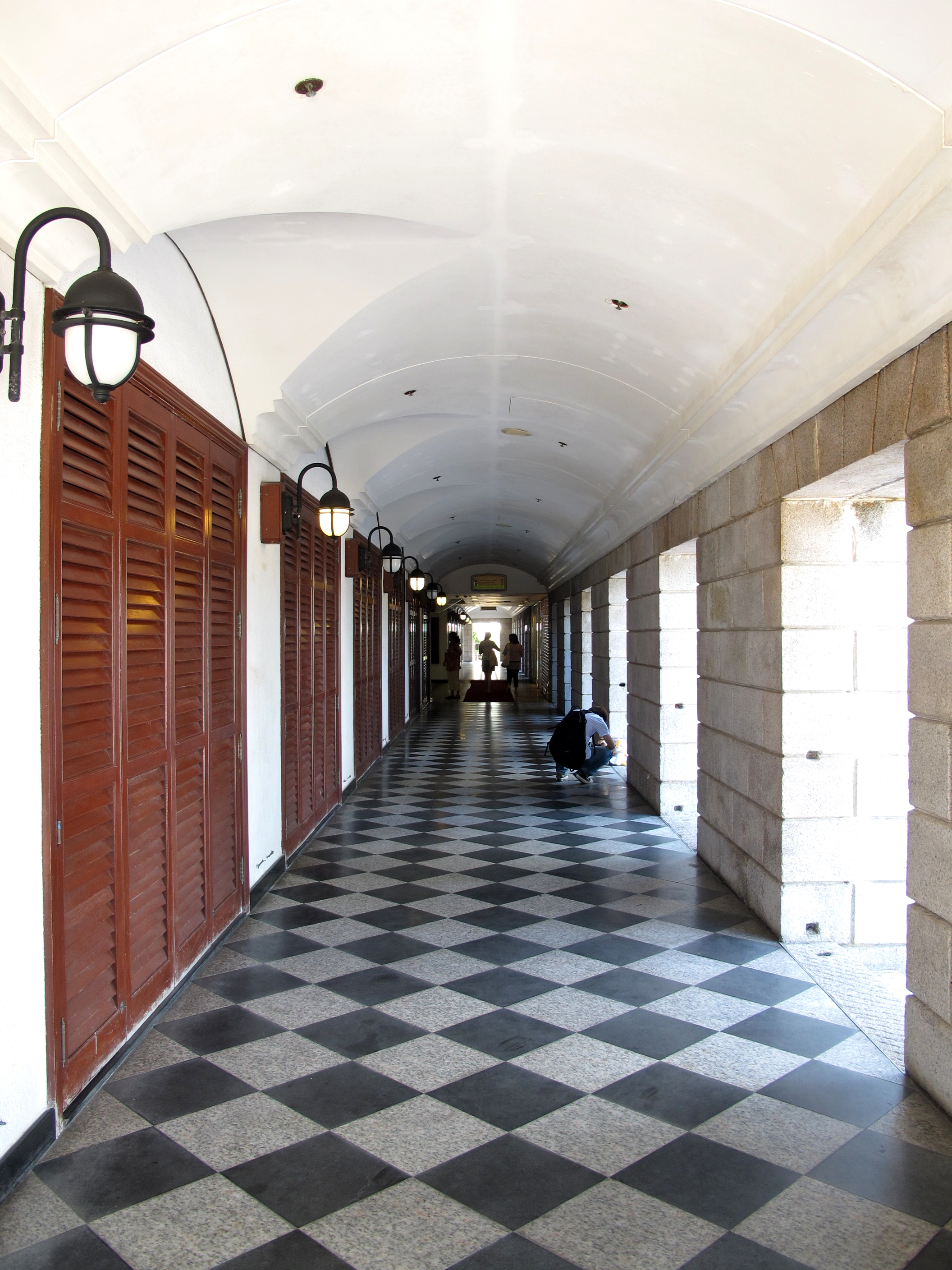
美利樓地下通道

根據一份1980年市政局的會議紀錄，美利樓原先計劃安置於域多利軍營旁邊用作香港歷史博物館的分館，不過最終未有落實。到1982年，美利樓地皮以1.2億港元出售予中國銀行興建中銀大廈，美利樓因應建築工程需要被拆卸。由於其歷史價值，香港政府決定將這座建築物完整保留及搬遷。分拆出來的超過3,000件建築物料被編上了號碼及儲存於大潭水塘附近的政府倉庫。1990年，同為負責附近馬坑邨發展的香港房屋委員會決定將美利樓搬遷至赤柱，由瑞安建業承辦工程。整座建築物於1998年重建完成，並於1999年重新開幕。2005年，房委會將旗下物業分拆出售以套取資金，美利樓轉交由領展管理。
到2014年至2015年，領展為美利樓進行租戶重組，將一半範圍改為樓高3層的 H&M，佔地987平方米，分別設有女裝、青年裝和童裝部，並於2015年9月26日開幕。不少網民批評 H&M 與美利樓格格不入。

## 重建後的變化

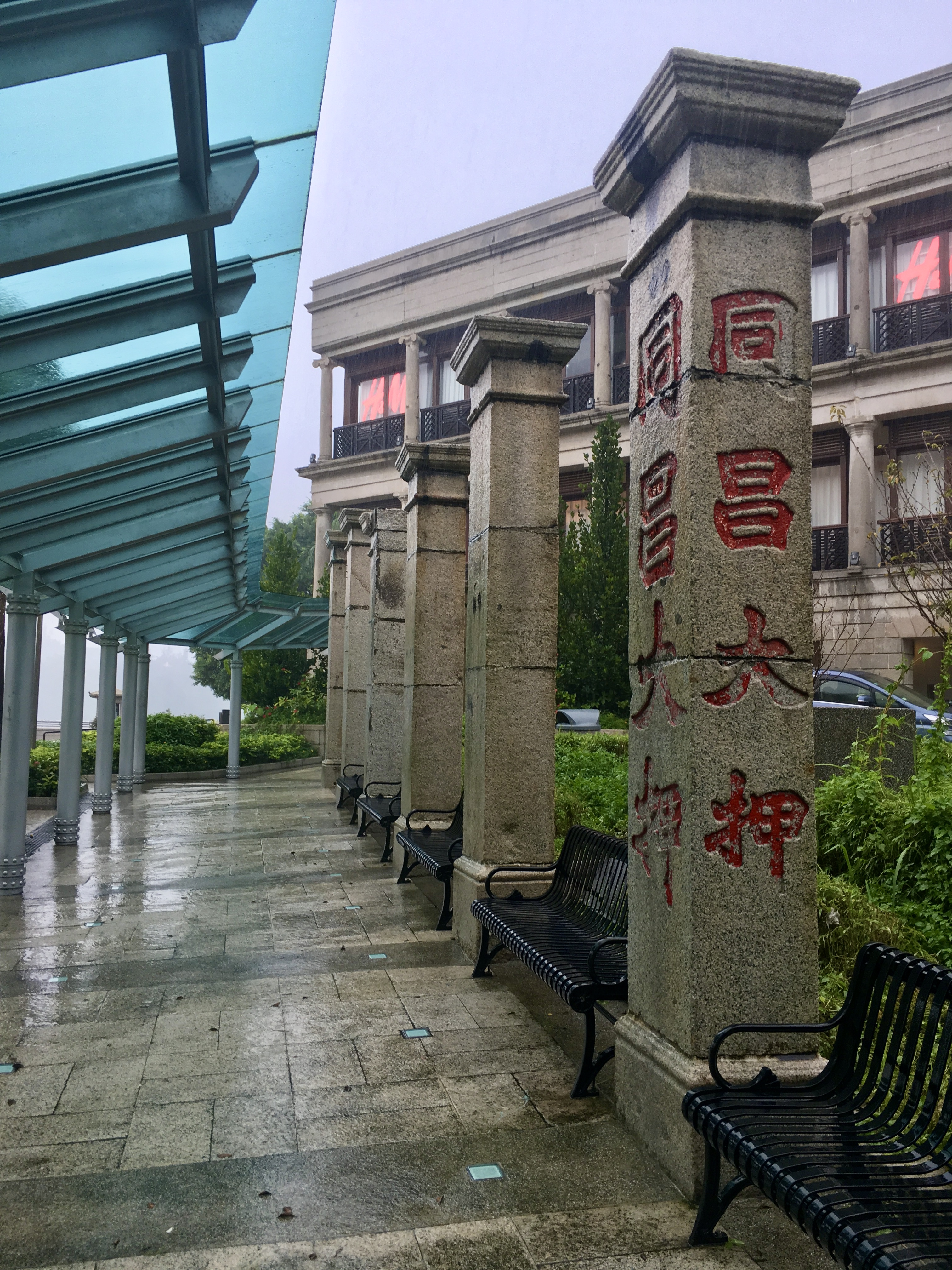
搬到美利樓旁的「同昌大押」石柱

- 原來用作通風的烟卥在拆卸時遺失，重建後用同樣具百多年歷史的高街精神病院的8條烟卥
- 重建後的柱廊上的圓拱天花為後期加建
- 樓外的旗桿原屬二戰前的添馬艦海軍基地
- 旁邊的「同昌大押」石柱是來自亞皆老街／上海街「朗豪坊」重建項目中被拆卸建築遺留的組件[7]

## 建築特色
美利樓揉合了中式和西式的建築設計，採用了西式的圓柱，以及中式的瓦頂。這是香港殖民地時期早期最常見的建築設計，而美利樓則成為現存此類建築物中歷史最悠久的一座；並用本地開採的花崗岩建成。由於美利樓是軍營中予高級官員使用，同時為適應香港夏季炎熱的天氣，地下檐廊預留了寬闊空間乘涼。

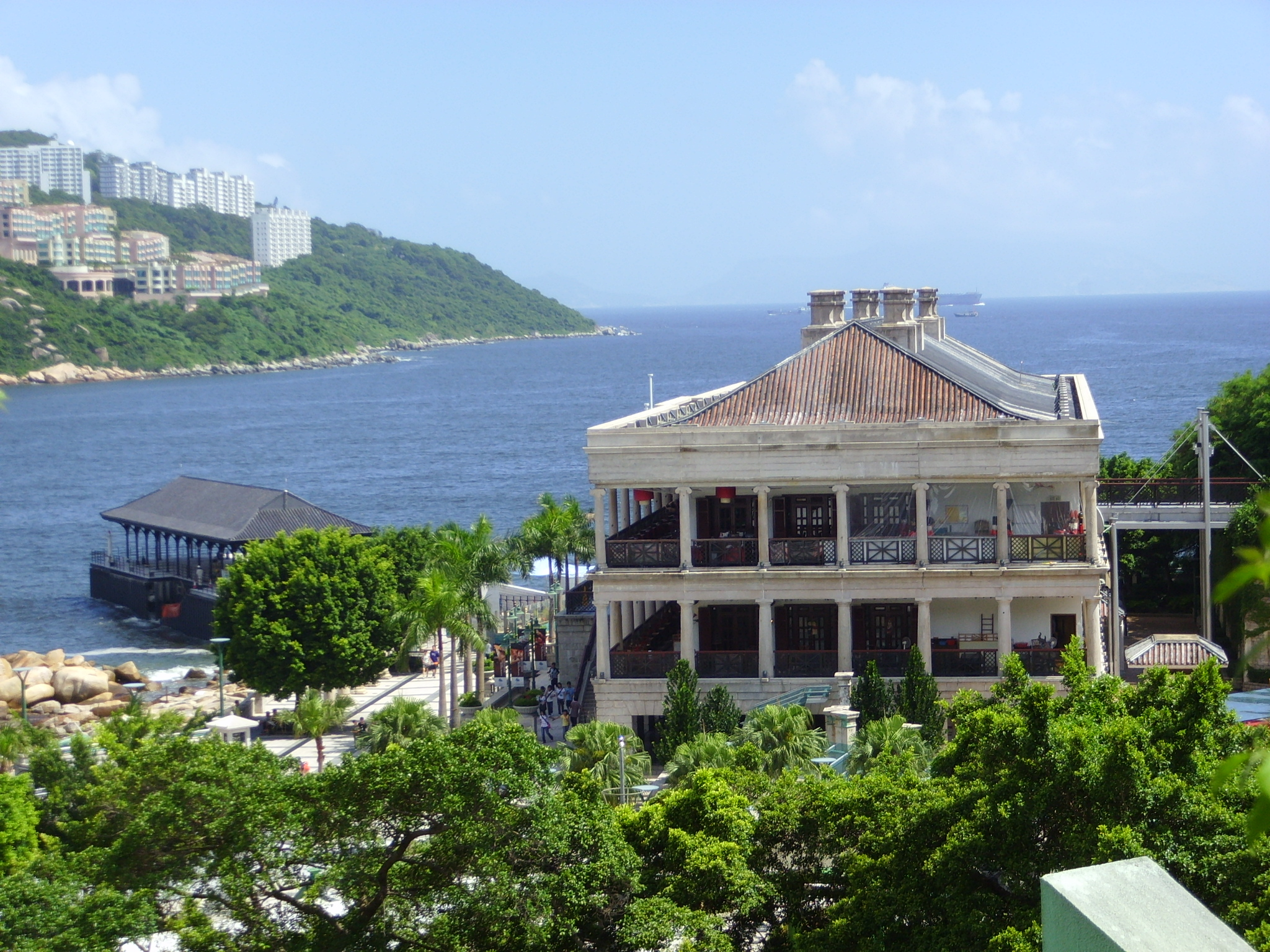
由赤柱廣場攝向美利樓
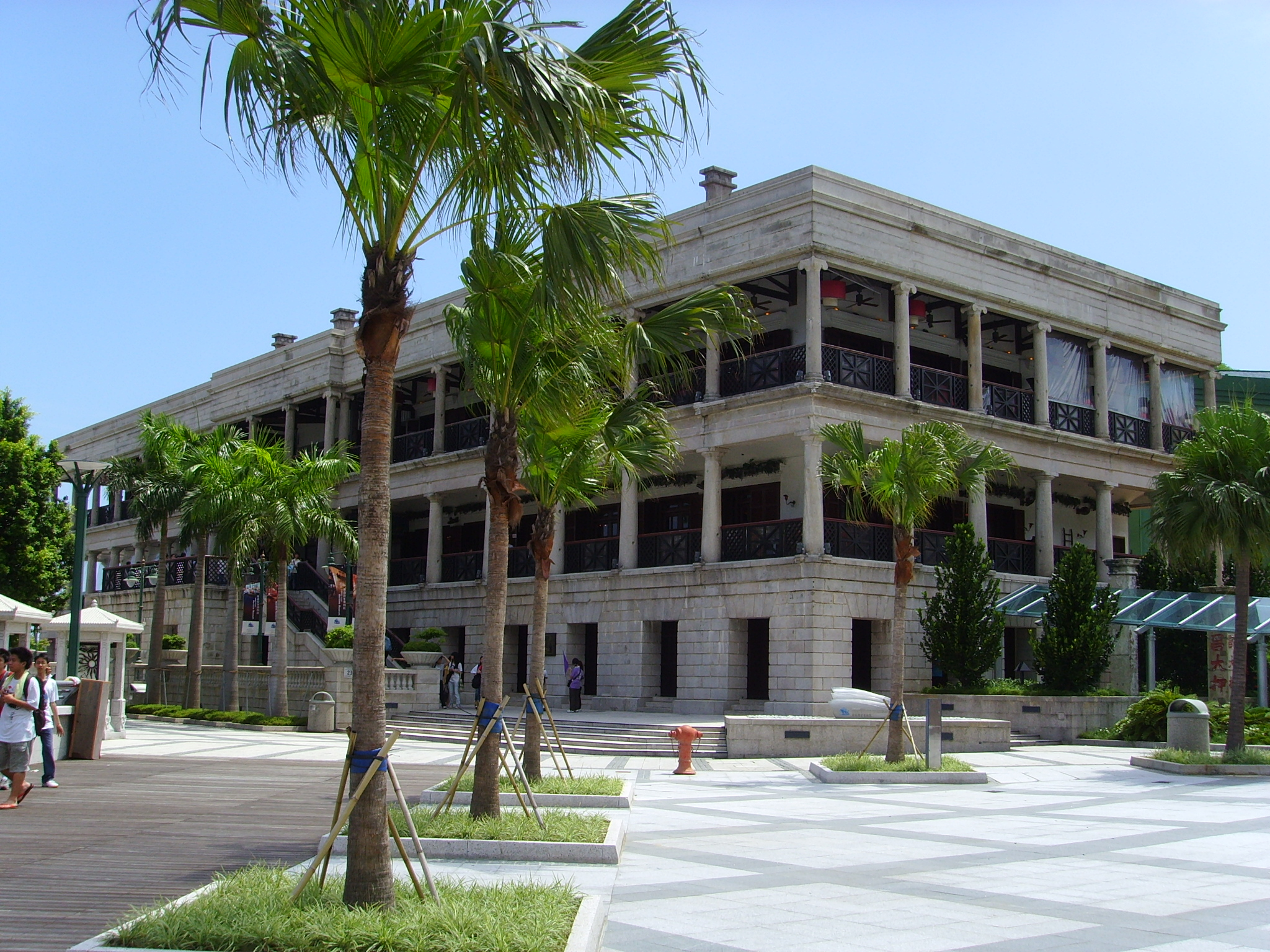
由赤柱海濱長廊攝向美利樓
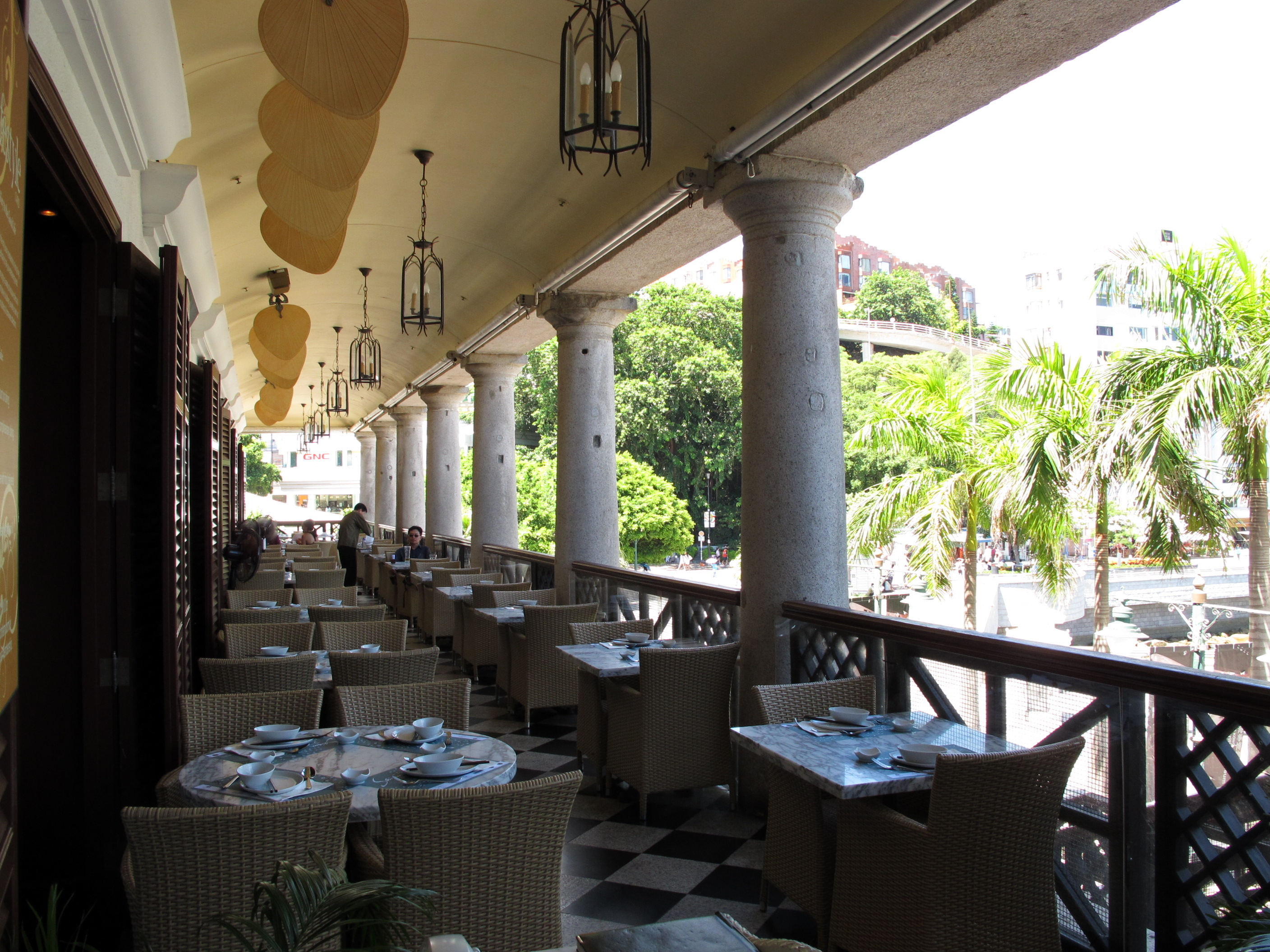
美利樓露台被劃為食肆部份

## 歷史評級
當美利樓在中環的時候，是一級歷史建築；當被遷移至赤柱後，因位置不同，建築物料亦有所改動，所以由一級歷史建築降至不予評級。

## 鄰近
- 八間屋
- 赤柱卜公碼頭
- 赤柱天后古廟
- 赤柱廣場
- 馬坑邨